# María Teresa Andruetto
Maria Teresa Andruetto (Arroyo Cabral, 26 gennaio 1954) è una scrittrice argentina.
Nel 2012 ha ricevuto il premio Hans Christian Andersen, conferito dall'IBBY (Organizzazione Internazionale del Libro giovanile) e considerato il piccolo Nobel della letteratura.

## Biografia
Discendente di antenati piemontesi, trascorse la sua infanzia a Oliva, in provincia di Cordoba. Intrapresa la carriera di insegnante, ha lavorato sia nella scuola primaria, sia in quella secondaria. Attualmente vive nel distretto delle Sierras de Cordoba insieme a suo marito e alle loro due figlie. 
È autrice di poesie, romanzi, pièce teatrali e libri per ragazzi e i suoi libri sono in grado di superare le barriere generazionali. Alcuni argomenti a lei cari sono la ricerca delle origini, la diversità, la costruzione dell'identità individuale e sociale, le conseguenze dalla dittatura nel suo Paese e l'universo femminile.
Da trent'anni è attiva nel campo della letteratura infantile, dove ha lavorato nella formazione dei maestri, ha fondato centri di studio e riviste specializzate, ha diretto collane e ha partecipato a circoli letterari. In quanto professoressa viene invitata in molti spazi di formazione universitaria e postuniversitaria e in quanto autrice spesso partecipa a congressi, seminari, fiere e giornate, sia nel suo Paese che all'estero. 
La sua opera è servita come base per le creazioni di altri artisti, i quali, basandosi sulle opere della Andruetto stessa, hanno realizzato libri d'arte, cortometraggi, spettacoli poetico-musicali, coreografie, spettacoli di cantastorie, adattamenti teatrali, etc. I suoi racconti vengono narrati da storyteller spagnoli e ispanoamericani e i suoi libri sono materia di studio nelle università argentine, americane ed europee. È moderatrice del blog narradorasargentinas ed è codirettrice di una collana di narratrici argentine nell'Editorial Universitaria EDUVIM.
Proprio per il suo “durevole contributo alla letteratura per l'infanzia”, nel 2012 l'IBBY (Organizzazione Internazionale del Libro giovanile) le ha conferito il premio Hans Christian Andersen, il maggior riconoscimento internazionale nell'ambito della letteratura per l'infanzia, prestigioso e considerato una sorta di Nobel del settore. La giuria, presieduta da María Jesús Gil, ha lodato la sua “maestria nello scrivere opere importanti e originali, fortemente incentrate sull'estetica”. Ha ricevuto anche altri prestigiosi riconoscimenti, fra cui il Premio Iberoamericano SM e il White Ravens dalla Internationale Jugendbibliothek.

## Lengua Madre
“Lengua Madre es la novela de una mujer que busca tras de sí una genealogía de mujeres” 
(Maria Teresa Andruetto)
Lengua Madre è un libro di Maria Teresa Andruetto del 2010 che racconta la complessa storia di una famiglia argentina attraverso gli anni '70 fino ad arrivare ai giorni nostri. Il libro inizia con il ritorno di Julieta, dottoranda di 30 anni, residente a Monaco, alla sua città natale, Trelew, piccolo insediamento della Patagonia argentina.
Julia, sua madre,è morta di cancro. Prima di morire ha chiesto alla figlia di leggere tutte le lettere contenute in una cassa. Julieta inizia, anche se controvoglia, un viaggio. Un viaggio nella storia dell'Argentina, della sua famiglia, di sua madre, nella propria. 
Ripercorrendo la propria infanzia, passata tra l'amore e l'affetto dei nonni e degli zii, rivive l'assenza dei genitori. Infatti suo padre, militante durante la dittatura argentina, fuggì a Stoccolma dove chiese asilo . La madre, anch'essa militante, fu costretta a fuggire, a: desaparecer per non desaparecer e a nascondersi in un seminterrato. Lì nacque Julieta, registrata solo quattro anni dopo a Trelew come figlia di madre nubile. 
Scopriamo quindi un padre assente, “diluido”, una madre presente solo in parte e solo quando non era troppo pericoloso. Per anni Julieta ha provato la vergogna e il dolore di non avere la madre a fianco, non comprendendo le scelte dei genitori, considerandoli invece solamente degli egoisti.
Grazie alle lettere, scritte dalla nonna Ema e da altri familiari (come il nonno Stefano e la zia Lina), vengono svelati segreti e zone d'ombra, che aiutano Julieta a capire meglio la madre e a inserirsi così in una genealogia tutta al femminile molto complessa e problematica.
Lengua Madre delinea un percorso di ricerca, con una narrazione frammentata che si serve di diversi tempi, di diversi scenari, ma anche di numerosi elementi extratestuali (tra cui fotografie, disegni e testi di canzoni), fotografando così un momento di storia argentina attraverso diverse prospettive. Le protagoniste quindi sono tre donne –nonna, madre, figlia- diverse tra loro, ma unite da un vincolo di sangue, che risulta essere più forte di qualsiasi idea politica. Lengua Madre parla di un processo di autoscoperta e di identificazione con un passato difficile e doloroso, fino ad arrivare alla consapevolezza di un'appartenenza fisica ed emotiva a una famiglia e ad un Paese, l'Argentina, dilaniato dalla dittatura. Un paese che Julieta non ha mai sentito suo, come la madre. Una terra che è: “Tierra suelta. Madre tierra. Lengua madre.” Un legame con la madre terra spezzato dalla violenza. Infine Julieta riesce a conciliarsi con il proprio passato, ricostruendo la memoria, non solo la sua, ma quella di molti, di tutto un Paese.

## Opere

### Narrativa

#### Libri
- Lengua Madre, Buenos Aires, Mondadori, 2010. Finalista premio Clarín Novela 2007.
- Velature, traduzione di Laura Barsacchi, Italia, Edizioni ETS (Veladuras, Norma Grupo Editor, 2005. México: Ediciones SM, 2009) Premio Los mejores libros de 2007. Banco del Libro, Caracas (Venezuela)
- La mujer en cuestión, Alción editora, Octubre 2003. Buenos Aires, Debolsillo, 2009.
- Todo movimiento es cacería, Córdoba Alción Editora, 2002.
- Stefano, Buenos Aires, Sudamericana joven, 1997. Sudamericana. Buenos Aires Las pluma del gato, 2004. Bogotá, Babel libros, 2008. Madrid, SM. Gran Angular, 2011. Buenos Aires, Sudamericana joven, 2012. Premio White Ravens 1998. Munich. Alemania.
- Tama, Córdoba, Editorial de la Municipalidad de Córdoba, 1993. Córdoba, Alción Editora, 2003.

### Antologie
- Cuentos de Babel, Córdoba, Babel editorial, 2006.
- Mujeres en el Umbral, Sevilla, Editorial Renacimiento, 2006.
- Eros, San Salvador de Jujuy, Editorial de la Universidad Nacional de Jujuy, 2003.
- Somos Memoria, Córdoba, Ediciones del Copista-CITAL, 2003.

### Letteratura per ragazzi

#### Libri
- La bambina, il cuore e la casa, Mondadori 2013 (La niña, el corazón y la casa, Colección La pluma del gato. Sudamericana, 2011. Bogotá, Babel libros, Diciembre 2012).
- La Durmiente, Buenos Aires, Alfaguara, 2010.
- El Incendio, Buenos Aires, Ediciones Del Eclipse, 2008.
- Agua Cero, Córdoba, Comunicarte Infantil, 2007.
- Trenes, Buenos Aires, Alfaguara, 2007.
- El Árbol de Lilas, Córdoba, Comunicarte Editorial, 2006.
- El Caballo De Chuang Tzu, Ediciones del Eclipse. Colección: Leer agranda el alma. Ministerio de Educación, Ciencia y Tecnología, 2004.
- Solgo, Buenos Aires, Ediciones e.d.b, 2004. Editorial Edelvives, 2011.
- Benjamino, Buenos Aires, Sudamericana 2003.
- El País de Juan, Madrid, Anaya, 2003. Buenos Aires, Aique, 2010.
- La Mujer Vampiro, Buenos Aires, Cuentamérica. Sudamericana, 2001. Santiago de Chile, Mondadori, 2008.
- Dale Campeón!, Sicornio Editorial, 2000. "Campeón" Calibroscopio ediciones, 2009.
- Fefa es así, Buenos Aires, Ediciones Altea, 1999. Buenos Aires, Editorial Alfaguara Infantil, 2005.
- Huellas en la Arena, Buenos Aires, Editorial Sudamericana, 1997
- Stefano, Buenos Aires, Sudamericana joven, 1997. Sudamericana. Buenos Aires Las pluma del gato, 2004. Bogotá, Babel libros, 2008. Madrid, SM. Gran Angular, 2011. Buenos Aires, Sudamericana joven, 2012.
- Misterio en la Patagonia, Buenos Aires, Editorial Libros del Quirquincho, Coquena Grupo Editor, 1993.
- El Anillo Encantado, 1993. Buenos Aires, Sudamericana, 2010.

#### Antologie
- Del Ángel de la Tina, Santa Clara, Editorial Capiro, 2007.
- Shulgeschichten aus derWelt, Düsseldorf, Bertelsmann-Verlag als Omnibus-Taschenbuch erscheinen, 2007.
- Encuentros, Manuscrito Libros, 2005.
- Leer x Leer, Buenos Aires, Ministerio de Educación, Ciencia y Tecnología,2004.
- 4 Internationales Literaturfestival Berlin, Berlin, Verlag Vorkwerk 8, 2004.
- El Gran Libro de la Navidad, Madrid, Anaya, 2003.
- 20 de Animales, Buenos Aires, Sudamericana, 1998.
- 18 de Amor, Buenos Aires, Sudamericana, 1996
- Una fila de cuentos, Buenos Aires, Ediciones Colihue, 1994.
- Ese Universo Llamado Lectura, San José de Costa Rica, Colección Biblioteca del Promotor de Lectura, Vol. V., 1993.
- La Luna en las Quimbambas, San José de Costa Rica, 1993.
- 8 Cuentos 8, Buenos Aires, Ediciones Colihue, 1993

### Poesia

#### Libri
- Sueño americano, Caballo Negro, 2009
- Pavese-Kodak, Buenos Aires, Ediciones del Dock, 2008.
- Beatriz, Córdoba, Ediciones Argos, 2006. Premio Fondo Nacional de las Artes.
- Kodak, Córdoba, Ediciones Argos, 2001.
- Pavese y otros poemas, Córdoba, Ediciones Argos, 1997.
- Réquiem, Córdoba, Ediciones Argos, 1993.
- Palabras al rescoldo, Córdoba, Ediciones Argos, 1993, (II ed. 1999).

#### Antologie
- El verso toma la palabra. 33 poetas argentinos de hoy, Homoscriptum Ediciones. UANL, 2010
- 200 Años de Poesía Argentina, Buenos Aires, Alfaguara, 2010
- Poéticas al Encuentro, Poesía argentina y libanesa contemporánea, Editorial Tantalia, 2008
- Antología de Poesía Argentina, Entremares, LOM Ediciones, 2008.
- Side by Side, New York, Jan Greenberg Abrams Books for Young Readers, 2008.
- Poesía Río Negro. Antología Consultada y Comentada. Vol. I, Viedma (Río Negro), Fondo Editorial Rionegrino, 2007.
- Poetesse d'Argentina, Napoli, Tullio Pironti Editore, 2006.
- Poetas Argentinas (1940-1960), Buenos Aires, Ediciones del Dock, 2006.
- En el revés del cielo, Buenos aires, Paradiso, 2006.
- Caleidoscopio, Buenos Aires, Ediciones Instituto Movilizador de Fondos Cooperativos, 2005.
- Nueve monedas para el barquero, St. Albans, Verulamium Press, 2005.
- Entresilences, París, Editions L'Inventaire. Abra Pampa. 2004.
- Entre la Utopía y el Compromiso, Buenos aires, Catálogos, 1997.

## Teatro
- Enero, Córdoba, Ediciones El Cíclope/Ferreyra Editor, 2006.
- MONOLOGO IV: Mujer que pasó por Campo de la Ribera.
- Diría Nadie la última palabra, 2009.

## Saggi
- Ribak/Reedson/Rivera – Conversaciones con Andrés Rivera, Ediciones de la Flor, 2011.
- Hacia una literatura sin adjetivos, Comunicarte, 2009.
- El taller de escritura en la escuela, Comunicarte, 2010.
- La Escritura en el Taller, Madrid, Anaya, 2008.
- Fragmentaciones - Poesía y Poética de Alejandro Schmidt, Córdoba, Ferreyra editor, 2003.
- La Construcción del Taller de Escritura, Rosario, Homo sapiens ediciones, 2003 (IV ed. 2006). Sevilla, MAD Ediciones, 2007.